# Reinhold Stövesand
Reinhold Stövesand (* 30. Januar 1939 in Essen; † 25. Januar 2015 in Dresden) war ein deutscher Schauspieler und Theaterintendant.

## Leben
Reinhold Stövesand wurde als Sohn des Schauspielers Hermann Stövesand (1906–1992) in Essen geboren, wo sein Vater während des Zweiten Weltkriegs als Bühnenschauspieler am Stadttheater Essen engagiert war. Er begann seine künstlerische Laufbahn 1956 als Schauspieler. Er war hauptsächlich im Rollenfach des „jugendlichen Helden“ an den Theatern in Potsdam, Schwerin, Erfurt und am Staatstheater Dresden tätig. 1963 spielte er im wiederaufgebauten Dresdner Schauspielhaus die Titelrolle in Friedrich Schillers Trauerspiel Don Karlos in einer Neuinszenierung von Gerd Michael Henneberg; seine Partner waren sein Vater Hermann Stöbesand als König Philipp II., Katja Kuhl (Elisabeth von Valois) und Traute Richter (Prinzessin Eboli). Mehrfach gastierte Stövesand am Bergtheater Thale im Harz; dort trat er unter anderem als Karl Moor in Schillers Trauerspiel Die Räuber auf. 1991 spielte er, neben Gojko Mitić in der Titelrolle, am Bergtheater Thale den Old Shatterhand in einer Winnetou-Freilichtaufführung. 2003 übernahm er am Bergtheater Thale die Rolle des Merlin (neben Elmar Gunschs altem Merlin) in dem musikalischen Theaterstück Der Zauber des Merlin.
1965 übernahm er, damals Ensemblemitglied des Dresdner Staatsschauspiels, die Rolle des Algarnon als Musicaldarsteller in Mein Freund Bunbury an der Staatsoperette Dresden. Ab 1967 (Spielzeit 1967/68) zählte er als festes Ensemblemitglied, 1968 trat er das feste Engagement an diesem Haus an. Von 1978 (nach dem plötzlichen Tod Fritz Steiners 1977 und einer kurzen Interregnumszeit durch den damaligen Verwaltungsdirektor) war er bis 1987/88 Intendant der Staatsoperette Dresden. Stövesand baute als Intendant ein „exzellentes Ensemble“ auf und machte die Staatsoperette Dresden im Bereich Operette zum „führenden Haus dieses Genres in der DDR.“ Im Mai 1987 erfolgte unter Stövesands Intendanz an der Staatsoperette Dresden die „spektakuläre“ DDR-Erstaufführung des Musicals Evita.
Anschließend war er von 1988 bis 1990 Intendant des Friedrichstadtpalastes in Berlin. Stövesand blieb auch nach der „politischen Wende“ Intendant des Friedrichstadtpalastes, musste jedoch eigene Kontakte zum Ministerium für Staatssicherheit einräumen. Stövesand versuchte nach der Wende, Künstler aus dem Westen für Auftritte im Friedrichstadtpalast zu engagieren, so u. a. Harald Juhnke, und stellte für Fernsehaufzeichnungen Kontakte zum ZDF her.
Ab 1990 war er, von Helmut Bläss, dem damaligen Intendanten des Mitteldeutschen Landestheaters verpflichtet, zunächst Oberspielleiter und dann von 1996 bis 2000 Intendant des Mitteldeutschen Landestheaters Wittenberg. Hier inszenierte er u. a. in der Spielzeit 1998/99 die Operette Die lustige Witwe. Als Gastregisseur inszenierte Stövesand u. a. an den Uckermärkischen Bühnen Schwedt die Musicals My Fair Lady (1992) und Cabaret (1996). 
2000 ging Reinhold Stövesand offiziell in den Ruhestand, da er die Abwicklung und Liquidation des Mitteldeutschen Landestheater Wittenberg nicht selbst durchführen wollte. Er beendete seinen Vertrag in der Mitte der Spielzeit 1999/2000 „sang- und klanglos“. Im selben Jahr wurde er auch zum Ehrenmitglied der Staatsoperette Dresden ernannt. Stövesand trat gelegentlich weiterhin am Theater auf. Ab 2009 übernahm er an der Staatsoperette Dresden die Rolle des alten Kaisers Franz Joseph I. in der Operette Im weißen Rößl. Er trat in dieser Rolle an der Staatsoperette Dresden in über 40 Vorstellungen auf. Im Juni 2011 verabschiedete er sich dort mit dieser Rolle endgültig von der Theaterbühne. Im Dezember 2011 las er in Dresden in einer Veranstaltungsreihe des Societaetstheaters Adventsgeschichten im Dresdner Museum für Frühromantik.
Stövesand wirkte bei der DEFA und beim Fernsehen der DDR auch in einigen wenigen Kino- und Fernsehproduktionen mit. In dem Spielfilm Zu jeder Stunde (1959/1960) verkörperte er unter der Regie von Heinz Thiel den Grenzsoldaten Martin, der sich in die Bauerntochter Renate verliebt, die aber bereits dem Sohn des reichen Großbauern Grabow versprochen ist. In dem Fernsehfilm Ein sonderbares Mädchen (1967) hatte er, unter der Regie von Achim Hübner, eine Hauptrolle an der Seite von Monika Woytowicz. Er spielte Günter, den Freund des Mädchens Anne, das sich in einen anderen Mann verliebt und bemerkt, dass sie Günter zwar gerne hat, ihn aber nicht liebt.
Als Hörspielsprecher war Stövesand u. a. als Akimow in dem Schauspiel Feinde von Maxim Gorki zu hören; die Aufnahme nach einer Inszenierung des Staatstheaters Dresden wurde auf Schallplatte bei dem DDR-Label Litera veröffentlicht.
Stövesand war langjähriges Mitglied der SED. Er starb im Alter von 75 Jahren am 25. Januar 2015; sein Tod wurde am 31. Januar 2015 von seiner Familie bekanntgegeben.

## Filmografie (Auswahl)
- 1958: Klotz am Bein
- 1958/1959: Kapitäne bleiben an Bord
- 1959: Die Premiere fällt aus
- 1959/1960: Zu jeder Stunde
- 1967: Ein sonderbares Mädchen (Fernsehfilm)